# Lennie Bluett
Lennie Bluett (Los Ángeles, California, 21 de enero de 1919 – Ibídem, 
1 de enero de 2016) fue un actor de cine , pianista, bailarín y cantante estadounidense. Su madre era la cocinera de Humphrey Bogart. A la edad de 16 años Bluett comenzó a tocar el piano en las fiestas de Bogart.
Formó un grupo con sus amigos llamado "Four Dreamers". Nat King Cole solía tocar con la banda. Lennie interpretó a un soldado en Lo que el viento se llevó en 1939. Su carrera consistió en pequeños papeles debido a las limitadas oportunidades que había para los afroamericanos en ese tiempo. Se trasladó a Vancouver con el fin de evitar ser reclutado en la Segunda Guerra Mundial, y regresó después. Falleció el 1 de enero de 2016 a los 96 años de edad en Los Ángeles.